# Hamburger Abendblatt
Hamburger Abendblatt est un quotidien régional basé à Hambourg en Allemagne. Il est créé en 1948. Il appartient entre 1948 et 2012 à Axel Springer avant d'être vendu à Funke Mediengruppe.